# Linia kolejowa nr 565
Linia kolejowa nr 565 Charzewice – Stalowa Wola Rozwadów Towarowy – pierwszorzędna, jednotorowa, zelektryfikowana linia kolejowa znaczenia państwowego o długości 0,955 km w południowo-wschodniej Polsce.
Łączy km 100,442 linii kolejowej nr 68 z km 22,419 linii kolejowej nr 74. Na linii znajduje się przystanek Stalowa Wola Charzewice.
Zamknięta w latach 90. XX wieku; wyremontowana na pocz. XXI wieku, by umożliwić dalekobieżnym pociągom pospiesznym przejazd z Rzeszowa do Lublina bez zmiany czoła na stacji Stalowa Wola Rozwadów (szynobusy nie korzystają z tej linii; wjeżdżają na stację Stalowa Wola Rozwadów).